# Wolfgang Beltracchi

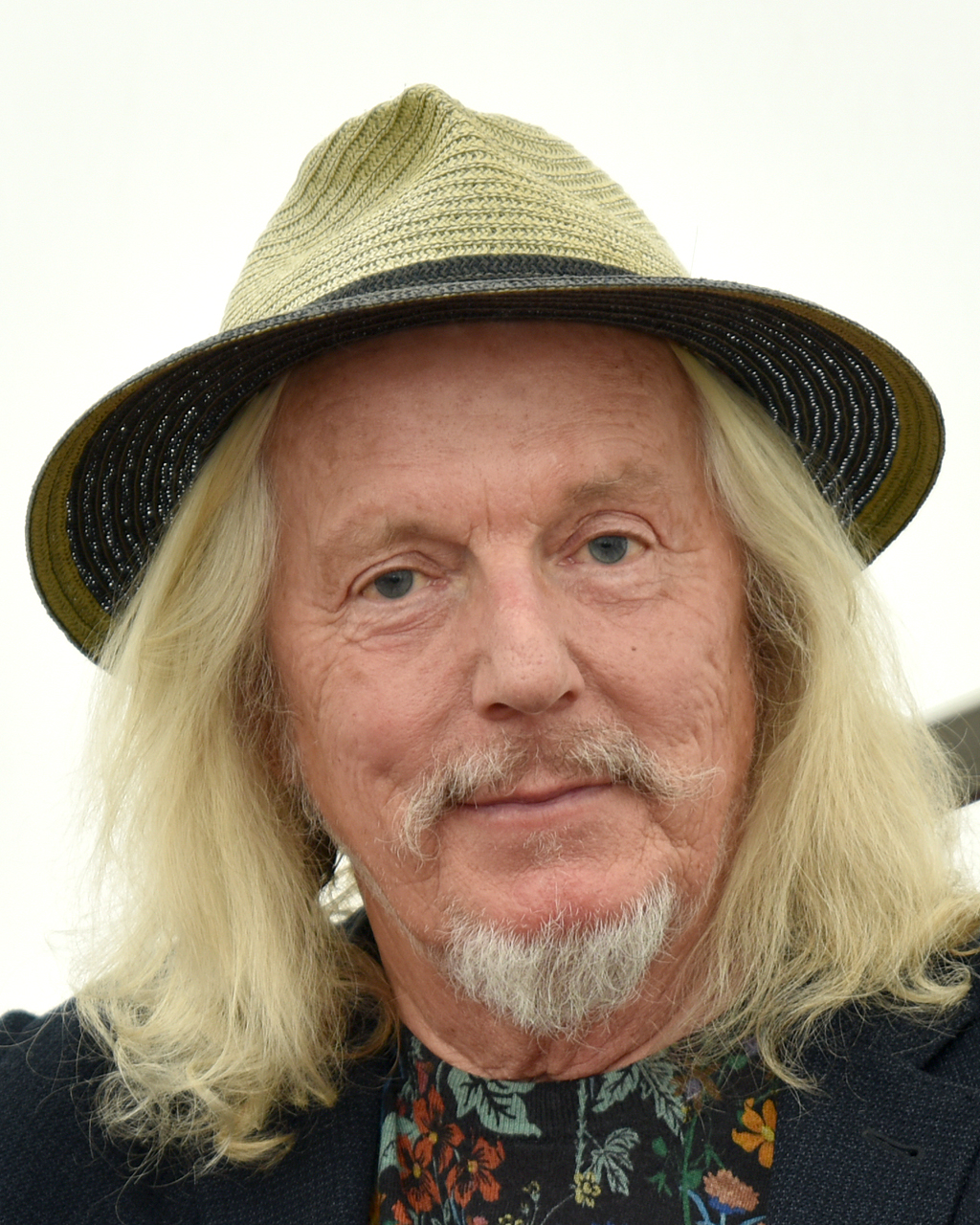
Wolfgang Beltracchi (2024)

Wolfgang Beltracchi (nascido em 4 de fevereiro de 1951 em Höxter como Wolfgang Fischer) é um pintor alemão e falsificador de obras de arte. 

## Autobiografia
- Helene Beltracchi, Wolfgang Beltracchi: Selbstporträt, editorial Rowohlt 17/01/2014, 608 páginas, ISBN 978-3-498-06063-3